# Anna af Bøhmen
Anna af Bøhmen (11. maj 1366 – 7. juni 1394) var dronning af England som den første hustru til Kong Richard 2. Hun var medlem af Huset Luxemburg og var den ældste datter af Karl 4., den tysk-romerske kejser og konge af Bøhmen og hans fjerde hustru Elizabeth af Pommern. Hun døde i en alder af 28 år angiveligt af pest efter 12 års ægteskab. Hun var barnløs, og hendes død var en stor sorg for hendes mand.
Ægteskabet var oprindeligt upopulært i England, fordi at på trods af Annas far måske var den mest magtfulde monark i Europa, kunne hans relativt fjerne indflydelsesområde ikke give England meget handel eller politisk fordel, og Anna bragte heller ingen medgift. I stedet måtte Richard betale hendes bror et beløb. Men Anna ser ud til at have vundet mange engelskes hjerter med sin personlighed og hendes bestræbelser på at hjælpe med at få kongens benådninger. Anna er begravet i Westminster Abbey ved siden af sin mand.

## Tidlige liv
Anna havde fire brødre, herunder Sigismund, tysk-romersk kejser, og en yngre søster, Margrete af Bøhmen, borggrevinde af Nürnberg . Hun havde også fem halvsøskende fra sin fars tidligere ægteskaber, herunder Margrete af Bøhmen, dronning af Ungarn . Hun blev hovedsageligt opdraget på Hradčany paladset og tilbragte meget af sit tidlige liv hos sin ældre halvbror Kong Vaclav 4. af Bøhmen. På sin rejse gennem Flandern på vej til sit nye liv i England kom hun under beskyttelse af sin onkel Vaclav 1., hertug af Luxembourg.

## Dronning af England
Richard 2. giftede sig med Anna fra Bøhmen som et resultat af det vestlige skisma i pavedømmet, der havde resulteret i to rivaliserende paver. Ifølge Eduard Perroy godkendte Pave Urban 6. ægteskabet mellem Richard og Anna i et forsøg på at skabe en alliance på hans vegne, især så han kunne blive stærkere mod franskmændene og deres foretrukne pave, Modpave Klemens 7. Annas far var den mest magtfulde monark i Europa på det tidspunkt og hersker over omkring halvdelen af Europas befolkning og territorium.
Ægteskabet gik imod ønsker fra mange medlemmer af hans adel og parlamentsmedlemmer og forekom først og fremmest på foranledning af Richards nære ven, Michael de la Pole. Selvom Richard var blevet tilbudt Katarina Visconti, en af døtrene til Bernabò Visconti af Milano, som ville have medbragt en masse penge i medgift, blev Anna valgt, hvilket ikke bragte nogen direkte økonomiske fordele til England. Hun medbragte ingen medgift, og til gengæld for sin hånd i ægteskab, gav Richard 20.000 floriner (ca. 4.000.000 £ i dagens penge) til betaling til hendes bror Kong Vaclav 4. af Bøhmen, som havde skrevet til Richard for at understrege deres fælles pligt til genforene kristendommen. Der var få diplomatiske fordele, dog fik engelske købmænd nu tilladelse til at handle frit inden for både kongen af Bøhmens land, samt Det tysk-romerske Rige, men det kunne alligevel ikke sammenlignes med de sædvanlige diplomatiske fordele ved ægteskaber, der blev indgået som følge af krigen mod Frankrig.
Forhandlingerne kunne ikke afsluttes før i 1380, fordi Richards hold af forhandlere blev holdt fanget for løsepenge, mens de var på vej tilbage fra Prag. Ægteskabstraktaten blev underskrevet i maj 1381.
Ved sin ankomst til England i december 1381, efter at være blevet forsinket af storme, blev Anna hårdt kritiseret af samtidige krønikeskrivere, sandsynligvis på grund af ægteskabets økonomiske ordning, dog var det var ganske typisk for dronninger at blive set negativt på. Westminster Chronicler kaldte hende "en lille lap af menneskeheden", og krønikeskriveren Thomas Walsingham berettede om et katastrofalt varsel ved hendes ankomst, hvor hendes skibe blev smadret i stykker, så snart hun var gået i land. Ikke desto mindre blev Anna og Kong Richard 2. gift i Westminster Abbey den 20. januar 1382, men modtagelsen fra londonerne var til tider fjendtlig. Efter ceremonien fortsatte fejringen i flere dage med turneringer. De nygifte tog derefter på en rejse rundt i riget og gjorde mange ophold undervejs på store klostre. I 1383 besøgte Anna af Bøhmen byen Norwich, hvor der på Great Hospital var blevet lavet et loft bestående af 252 sorte ørne til hendes ære. Anna og Richard var kun 15 år gamle, da de mødtes første gang og blev gift. Alligevel fandt disse "to splejse teenagere" snart et kærligt forhold, og "i årenes løb viste kongen sig virkelig hengiven over for sin nye hustru".
Annas bryllup med Richard 2. var det femte kongelige bryllup i Westminster Abbey og blev ikke efterfulgt af endnu et kongeligt bryllup i Westminster Abbey i de næste 537 år.
Annas far, Karl 4.'s hof, med base i Prag, var et centrum for den nord- og centraleuropæiske gotiske still, på dets højde, og hendes ankomst synes at være sammenfaldende med og sandsynligvis forårsagede nye indflydelser på engelsk kunst. Prinsesse Blankas krone, nu i München, kan have været lavet til Anna, enten i Prag eller i Paris.
De var gift i 12 år, men fik ingen børn. Annas død af pest i 1394 på Sheen Manor vest for London var et ødelæggende slag for Richard. Han blev så så bedrøvet, at han fik nedrevet Sheen Manor, hvor hun var død. Historikere har spekuleret i, at hendes råd havde haft en dæmpende virkning på Richard i hendes levetid. Dette understøttes af hans ukloge opførsel i årene efter Annas død, der endte med at koste ham tronen.
Richard giftede sig med sin anden hustru, den bare seks år gamle Isabella af Valois, den 31. oktober 1396.

## Vurdering
Selvom Anna oprindeligt ikke blev værdsat af krønikeskriverne, er der nogle beviser for, at hun blev mere populær med tiden. Hun var en meget venlig person og populær blandt folket i England. For eksempel var hun kendt for sine utrættelige forsøg på at "blande sig" på folks vegne og anskaffe benådninger til deltagerne i Peasant's Revolt i 1381 og adskillige andre benådninger for forbrydere. I 1389 søgte hun for eksempel en benådning for en mand, der var tiltalt for mordet på William de Cantilupe 14 år tidligere.
Hun foretog også adskillige højt profilerede forbøn foran kongen. Anna reddede livet for John Northampton, en tidligere borgmester af London i 1384, da hendes ydmyge bøn overbeviste Richard 2. om blot at straffe lovovertræderen med fængsel på livstid. Annas mest berømte forbøn var på vegne af Londons borgere under den ceremonielle forsoning mellem Richard og London i 1392. Dronningens rolle mindes i Richard Maidstones prosadigt Reconciliation of Richard II with the City of London.
Anna gik også i forbøn på vegne af Simon de Burley, Richard 2.'s tidligere tutor i hans barndom, i Parlamentet i 1388. På trods af hendes forbønner over for Lords Appellant (en gruppe mægtige adelsmænd, der overtaget magten fra Richard 2. samme år) blev Burley henrettet.
På den anden side opfyldte hun aldrig mange af dronningernes traditionelle opgaver. Især fødte hun ikke børn på trods af tolv års ægteskab, og dette fremhæves måske i hendes epitaf, hvor hun bliver nævnt som at have været venlig over for "gravide kvinder". Evesham chronicler sagde, ”denne dronning, skønt hun ikke fødte børn, blev stadig anset for at have bidraget til rigets glæde og rigdom, så vidt hun kunne. Ædle og almindelige mennesker blev hårdt ramt af hendes død ". Ikke desto mindre antyder hendes populære eftermæle som "Den gode Dronning Anna", at de manglende børn ikke var vigtige for mange samtidige.

## Eftermæle
Anna er begravet i Westminster Abbey ved siden af sin mand. I 1395 havde Richard indgået kontrakter om et monument for sig selv og Anna. Dette var en nyskabelse, og første gang der blev bestilt et dobbeltmonument til en engelsk kongelig begravelse. Kontrakter til en sokkel af Purbeck-marmor blev indgået med to London-murere, Henry Yevele og Stephen Lote, og for de to statuer af menneskestørrelse med Nicholas Broker og Godfrey Perst, begge kobbersmede i London. Tegninger, nu tabte, blev leveret til begge hold af håndværkere. I aftalen med kobbersmedene blev det bestemt, at statuerne skulle laves af forgyldt kobber og bronzemessing og ligge under baldakiner. De skulle have kroner, deres højre hænder skulle holde hinanden, og de skulle holde sceptre i deres venstre hænder. Deres fælles grav er nu beskadiget, og statuernes hænder er skåret af. Inskriptionen på hendes grav beskriver hende som "smuk i kroppen og hendes ansigt var blidt og smukt." Da hendes grav blev åbnet i 1871, blev det opdaget, at mange af hendes knogler var blevet stjålet gennem et hul i kistens side.
Anna af Bøhmen er kendt for at have gjort damesadlen mere populær for middelalderens damer. Hun påvirkede også design af vogne i England, da hun ankom i en vogn, formodentlig fra Kocs, Ungarn, for at møde sin fremtidige mand Richard (navnet Kocs anses for at udviklet sig til det engelske ord coach). Hun gjorde også den bøhmiske hovedbeklædning med horn populær for engelske kvinder i slutningen af det 14. århundrede.

## I populærkulturen

### Teater
Hun er en af hovedpersonerne i skuespillet Richard of Bordeaux (1932) skrevet af Gordon Daviot. Stykket fortæller historien om Richard 2. af England på en romantisk facon og lægger vægt på forholdet mellem Richard og Anna af Bøhmen. Stykket blev et stort hit i 1933, kørte i over et år i West End, og spillede en betydelig rolle i at gøre dens instruktør og hovedrolleindehaver John Gielgud til en stor stjerne.
Anna optræder også i Two Planks and a Passion (1983) af Anthony Minghella, hvor hun ledsager sin mand og deres nære ven Robert de Vere til at deltage i Yorks Corpus Christi mysteriespil.

### Film
- Hun blev spillet af Gwen Ffrangcon Davies i en TV-udgave fra 1938 af stykket Richard of Bordeaux. Richard 2. blev spillet af Andrew Osborn. Ingen kopi har overlevet.
- Hun blev spillet af Joyce Heron i en TV-tilpasning fra 1947 af stykket Richard of Bordeaux . Richard 2. blev spillet af Andrew Osborn. Ingen kopi har overlevet.

## Eksterne links
- Billeder af Anna af Bohemia i National Portrait Gallery
- Bronzestatue af Anna af Bøhmen på hendes gravmonument i Westminster Abbey Arkiveret 28. juli 2020 hos  Wayback Machine